# Georges Enderlé
Georges Enderlé, zijn geboorteakte vermeldt George Enderlé, (Utrecht, 24 november 1885 - De Bilt, 26 juni 1957) was een Nederlands pianist en muziekpedagoog.
Hij was zoon van spoorwegambtenaar Johan David Enderlé en Clara Eléonore Desfossez. Hij was enige tijd getrouwd met Louise Alida Jakoba Makkink, begenadigd pianiste en lerares aan de Muziekschool van de Maatschappij ter Bevordering van de Toonkunst in Bussum. Na hun echtscheiding trouwde hij met Grace Knaap, er volgde weer een scheiding en hij hertrouwde met de veel jongere Hendrika Jansje (Marian) de Vries. Hij werd begraven op begraafplaats Den en Rust te Bilthoven, in 1982 gevolgd door zijn vrouw. 
Hij kreeg zijn muziekopleiding aan het Utrechtse Muziekschool der Toonkunst van Mej. De Bruijn en Johan Wagenaar. Hij slaagde met twee prijzen en ging vervolgens studeren in Berlijn bij José Vianna de Motta, Ferruccio Busoni en Frédéric Lamond. Daarna trad hij meermalen op, ook buiten Nederland, maar voornamelijk in Utrecht en omgeving. Hij stond bekend om zijn vertolking van het moderne Nederlands en Frans Repertoire en met name de impressionisten. In 1930 was er bijvoorbeeld een concert met een Strijkkwartet van Bertus van Lier, een Cellosonate en Trio voor fluit, klarinet en fagot van Piet Ketting, een Cellosonate van Henk Badings, een Vioolsonate van Willem Landré en Musette (2 hobo’s, 2 fagotten, contrabas en piano) van Hugo Godron. Medewerkenden werden gevonden in Marix Loevensohn, Piet Ketting zelf, leden van het Concertgebouworkest en het Utrechts Stedelijk Orkest. 
Hij gaf ook les aan het Utrechts Muzieklyceum en was er enige tijd directeur van. Een van zijn bekendste leerlingen was Willem van Otterloo, leerling van hem nog voordat hij geneeskunde ging studeren. De Utrechtse Courant omschreef Georges spel als subliem, technisch volmaakt en van een poëtische schoonheid. Hij was oprichter van de Utrechtse Kring, een vereniging ter promotie van de kamermuziek in Utrecht. In 1929 en 1930 begeleidde hij de toen zeer jeugdige (14 en 15 jaar) in Denemarken wonende danseres Nini Theilade uit Nederlands-Indië, tijdens uitvoeringen in Nederland. Voorts schreef hij enkele pianowerkjes en een kinderballet (vermoedelijk voor Nini) en was in de jaren dertig een aantal keer op de radio te beluisteren. 
- International Standard Name Identifier: 0000 0003 9152 3634
- Nederlandse Thesaurus van Auteursnamen: 073703176
- Virtual International Authority File: 285330922
- WorldCat: E39PBJrwMt4VvHBFBCFPFkKDbd